# Automotrice PB Bhe 1/2
Le Bhe 1/2 sono automotrici elettriche a scartamento ridotto della Pilatusbahn (PB) equipaggiate con la cremagliera di tipo Locher. 

## Storia
Le Bhe 1/2 21-28 vennero messe in servizio nel 1937, in occasione dell'elettrificazione della linea, per rendere la Ferrovia del Pilatus più economica, più efficiente e più veloce. Hanno sostituito le vecchie automotrici a vapore del 1889. Nel 1954 e 1967 vennero create le macchine 29 e 30, leggermente più potenti.
Sono rimaste in servizio sino al 2022 (l'ultima corsa venne effettuata il 20 novembre); dal 2021 Stadler Rail ha consegnato otto nuove automotrici (immatricolate nella serie Bhe 2/2) in grado di funzionare anche in comando multiplo che hanno sostituito a partire dal 2023 le Bhe 1/2.
L'automotrice Bhe 1/2 21 è stata ceduta nel 2022 al Museo svizzero dei trasporti; la 26 è stata venduta all'asta nel 2023 ad un privato di Alpnachstad; la 25 è stata donata ad un'associazione nidvaldese; altre tre automotrici sono state cedute ad associazioni, due sono state conservate e due demolite

## Caratteristiche

### Tecnica
Vennero costruite per la più ripida cremagliera del mondo e, a causa della pendenza del percorso, la propulsione viene affidate alle sole ruote dentate, e non alle ruote, che hanno funzione portante. Il motore si trova sul lato valle. Per ragioni di sicurezza ci sono più freni. Oltre al freno elettrico, che è necessario per la navigazione a valle ed è progettato come un freno costante, due freni a molla automatici autonomi sono installati per prevenire incidenti. Questi agiscono su due differenti coppie di ingranaggi e possono portare ciascuno il veicolo ad un arresto completo. Il frontale che dà alla montagna è piegato e il lato valle è piatto. Dal momento che l'energia generata durante la discesa non può essere restituita alla linea, il pantografo rimane abbassato durante questo viaggio.

## Curiosità
L'automotrice nº 29 non è stata costruita come macchina motorizzata, ma solo come carrozza aggiuntiva. Viene aggiunto all'automotrice merci Ohe 1/2 nº 31.